# Podsused-Vrapče
Podsused-Vrapče är en stadsdel i Zagreb i Kroatien. Stadsdelen har 45 771 invånare (2011) och en yta på 36,18 km2. 

## Geografi
Podsused-Vrapče ligger i nordvästra delen av Zagreb. Stadsdelen gränsar till Novi Zagreb-zapad i sydväst, Stenjevec i söder, Črnomerec i öster och Zagrebs län norr. Den södra delen av stadsdelen är urbaniserad medan den norra har en bergig och lantlig prägel. Som Zagrebs nordvästra inkörsport karaktäriseras stadsdelen av de trafikleder som i öst-västlig riktning leder mot Zagrebs stadskärna.

## Historia
I Veternica-grottan utanför Gornji Stenjevec, en del av Podsused-Vrapče, har mer än 35 000 år gamla benrester efter Krapinamänniskan (Homo crapiniensis) påträffats. 
Vad som idag är stadsdelen Podsused-Vrapče låg tidigare utanför stadsgränsen och först efter andra världskriget kom delar av dagens stadsdel att räknas till Zagreb.

## Lista över lokalnämnder
I Podsused-Vrapče finns 7 lokalnämnder (mjesni odbori) som var och en styr över ett mindre område;
- Gajnice
- Gornje Vrapče
- Gornji Stenjevec
- Perjavica-Borčec
- Podsused
- Stenjevec-sjever
- Vrapče-centar

### Fotnoter
1. ↑  ”Census of Population, Households and Dwellings 2011, First Results by Settlements” (på engelska och kroatiska) ( PDF). Kroatiska statistiska centralbyrån. Arkiverad från originalet den 19 augusti 2014. https://web.archive.org/web/20140819030849/http://www.dzs.hr/Hrv_Eng/publication/2011/SI-1441.pdf. Läst 9 april 2013.
2. ↑  Zagreb.hr Arkiverad 1 mars 2014 hämtat från the Wayback Machine. – Zagrebs officiella webbplats (kroatiska)
3. ↑  Zagreb.hr – Zagrebs officiella webbplats (kroatiska)
4. ↑  Zagreb.hr – Zagrebs officiella webbplats (kroatiska)